# Lepidochrysops oreas
The Peninsula Blue (Lepidochrysops oreas) là một loài bướm ngày thuộc họ Bướm xanh. Nó được tìm thấy ở Nam Phi, nơi nó được tìm thấy ở fynbos on the Swartberg range from the East Cape to Seweweekspoort và Klein Swartberg in the West Cape. Nó cũng found on the Rooiberg.
Sải cánh dài 24–38 mm đối với con đực và 27–38 mm đối với con cái. Con trưởng thành bay từ tháng 10 đến tháng 2. Có một lứa một năm.
Ấu trùng ăn Selago species, bao gồm Selago serrata. Third và later instar larvae feed on the brood of Camponotus ants.

## Phụ loài
- Lepidochrysops oreas oreas (upper slopes of Cape Peninsula Mountains)
- Lepidochrysops oreas junae Dickson, 1974 (mountains phía đông of Cape Flats)